# Бристоль Сити
«Бри́столь Си́ти» (полное название — Футбольный клуб «Бри́столь Си́ти»; англ. Bristol City Football Club, английское произношение: [ˈbrɪstəl ˈsɪti 'futbɔ:l klʌb]) — английский профессиональный футбольный клуб из города Бристоль. Образован в 1897 году. Домашним стадионом клуба является «Аштон Гейт», вмещающий 27 тысяч зрителей. Цвета клуба — красно-белые.
Выступает в Чемпионшипе, втором по значимости дивизионе в системе футбольных лиг Англии.
Несмотря на то, что «Бристоль Сити» является английским клубом, он выиграл Кубок Уэльса в сезоне 1933/34.
«Бристоль Сити» является одним из двух профессиональных футбольных клубов, представляющих Бристоль, другим является «Бристоль Роверс», матчи против которого носят название Бристольского дерби.

## История

### Ранние годы (1897—1911)
Клуб был основан в 1897 году под названием «Бристоль Саут Энд». Став профессиональным клубом и объединившись в 1900 году с другой местной командой «Бедминстер», название было изменено на «Бристоль Сити». В 1901 году клуб вступает в Футбольную Лигу, где был единственной нелондонской командой к югу от Бирмингема до 1920 года. Первая игра была сыграна против «Блэкпула» на «Блумфилд Роуд» 7 сентября 1901 года. «Сити» выиграли 2:0.
Впервые выйдя в Первый дивизион Футбольной лиги в 1906 году, «Бристоль Сити» сходу занимает в нём второе место, пропустив вперёд лишь «Ньюкасл Юнайтед». В 1909 клуб дошёл до финала Кубка Англии, где уступил «Манчестер Юнайтед» со счётом 0:1. Но несмотря на эти локальные успехи в 1911 году «Сити» вылетает во Второй дивизион Футбольной лиги. Успехи 1906—1909 годов клуб так и не сможет повторить, а возвращения в элиту придётся ждать 65 лет.

### Возвращение в элиту (1966—1980)
В 1967 году на тренерский мостик клуба, находящегося во Втором дивизионе приходит Алан Дикс. В сезоне 1975/76 «Бристоль Сити» занимает второе место и выходит в Первый дивизион Футбольной лиги.
Второе пребывание в классе сильнейших получилось менее славным чем первое. Высшим достижением стало 13 место в сезоне 1978/79, а в следующем сезоне клуб вновь вылетает во Второй дивизион Футбольной лиги. После этого начался финансовый крах и скитания по низшим дивизионам.

### Возрождение клуба (2005 — наши дни)
В сентябре 2005 года тренером «Бристоль Сити», клуба Первой лиги (ставшего после учреждения Премьер-лиги и Чемпионшипа третьим эшелоном английского футбола), становится Гари Джонсон. Он обратил на себя внимание работой с командой «Йовил Таун», выведя её в Первую лигу. Под руководством этого специалиста «малиновки» заняли второе место в Первой лиге в сезоне 2006/07 и вышли в Чемпионшип.
В дебютном сезоне 2007/08 в Чемпионшипе команда сразу заняла четвёртое место и получила право побороться за выход в Премьер-лигу, но проиграла в финале плей-офф на «Уэмбли» «Халл Сити» со счётом 0:1, не сумев в третий раз в истории выйти в элитный дивизион.

## Достижения
- Финалист Кубка Англии:
  - 1908/09
- Второе место в Первом дивизионе:
  - 1906/07
- Чемпион Второго дивизиона:
  - 1905/06
- Чемпион Третьего южного дивизиона:
  - 1922/23, 1926/27, 1954/55
- Чемпион Футбольной лиги 1:
  - 2014/2015
- Обладатель Кубка Уэльса:
  - 1933/34
- Обладатель Трофея Футбольной лиги:
  - 1985/86, 2002/03, 2014/15
- Второе место в Лиге 1:
  - 2006/07
- Победитель Англо-шотландского кубка:
  - 1977/78

## Текущий состав
| №  |           | Поз. | Имя                 | Год рождения |
| -- | --------- | ---- | ------------------- | ------------ |
| 2  | Англия    | Защ  | Кейн Уилсон         | 2000         |
| 3  | Англия    | Защ  | Джей Дасилва        | 1998         |
| 4  | Шотландия | Защ  | Кэл Нейсмит         | 1992         |
| 5  | Англия    | Защ  | Роберт Аткинсон     | 1998         |
| 6  | Англия    | ПЗ   | Мэтти Джеймс        | 1991         |
| 7  | Англия    | ПЗ   | Алекс Скотт         | 2003         |
| 8  | Англия    | ПЗ   | Джо Уильямс         | 1996         |
| 9  | Шотландия | Нап  | Крис Мартин         | 1988         |
| 10 | Уэльс     | ПЗ   | Энди Кинг           | 1988         |
| 11 | Гана      | Нап  | Антуан Семеньо      | 2000         |
| 12 | Ирландия  | Вр   | Макс О’Лири         | 1996         |
| 13 | Англия    | Вр   | Харви Уайлс-Ричардс | 2002         |
| 14 | Австрия   | Нап  | Андреас Вайманн     | 1990         |

| №  |                    | Поз. | Имя             | Год рождения |
| -- | ------------------ | ---- | --------------- | ------------ |
| 15 | Шотландия          | Нап  | Томми Конуэй    | 2002         |
| 16 | Англия             | Защ  | Кэмерон Принг   | 1998         |
| 17 | Ирландия           | ПЗ   | Марк Сайкс      | 1997         |
| 18 | Англия             | ПЗ   | Аймен Бенарус   | 2003         |
| 19 | Англия             | Защ  | Джордж Тэннер   | 1999         |
| 20 | Англия             | Нап  | Сэм Белл        | 2002         |
| 21 | Бермудские Острова | Нап  | Наки Уэллс      | 1990         |
| 22 | Чехия              | Защ  | Томаш Калас     | 1993         |
| 25 | Швейцария          | Защ  | Тимм Клозе      | 1988         |
| 26 | Англия             | Защ  | Зак Вайнер      | 1997         |
| 30 | Франция            | ПЗ   | Ан-Ноа Массенго | 2001         |
| 31 | Франция            | Вр   | Стефан Баич     | 2001         |
| —  | Россия             | Вр   | Никита Хайкин   | 1995         |

## Символика клуба

### Логотип
Эмблема клуба представляет собой упрощённую версию герба города Бристоль. С 1976 по 1994 на клубной эмблеме включала в себя изображение малиновки. Недавняя[какая?] попытка клуба сменить эмблему была отвергнута разгневанными болельщиками. В 2021 году смена эмблемы всё же состоялась и главный символ клуба был возвращён на логотип.
Талисманом «Бристоль Сити» c 2005 года является малиновка Скрампи (Scrumpy the Robin).
Официальный гимн клуба «One For The Bristol City», записанный группой The Wurzels. Начиная с 1976 года, песня всегда звучит на «Эштон Гейт» во время выхода команды на поле.

### Форма

#### Домашняя
| 2007/09 | 2008/09 | 2009/10 | 2010/11 | 2011/12 | 2012/13 | 2013/14 | 2014/15 | 2015/16 | 2016/17 | 2017/18 |
| 2018/19 | 2019/20 | 2020/21 | 2021/22 | 2022/23 |         |         |         |         |         |         |

#### Гостевая
| 2007/09 | 2008/09 | 2009/10 | 2010/11 | 2011/12 | 2012/13 | 2013/14 | 2014/15 | 2015/16 | 2016/17 | 2017/18 |
| 2018/19 | 2019/20 | 2020/21 | 2021/22 | 2022/23 |         |         |         |         |         |         |

#### Резервная
| 2010/11 | 2014/15 | 2018/19 | 2020/21 | 2021/22 | 2022/23 |